# Mikropigmentace hlavy

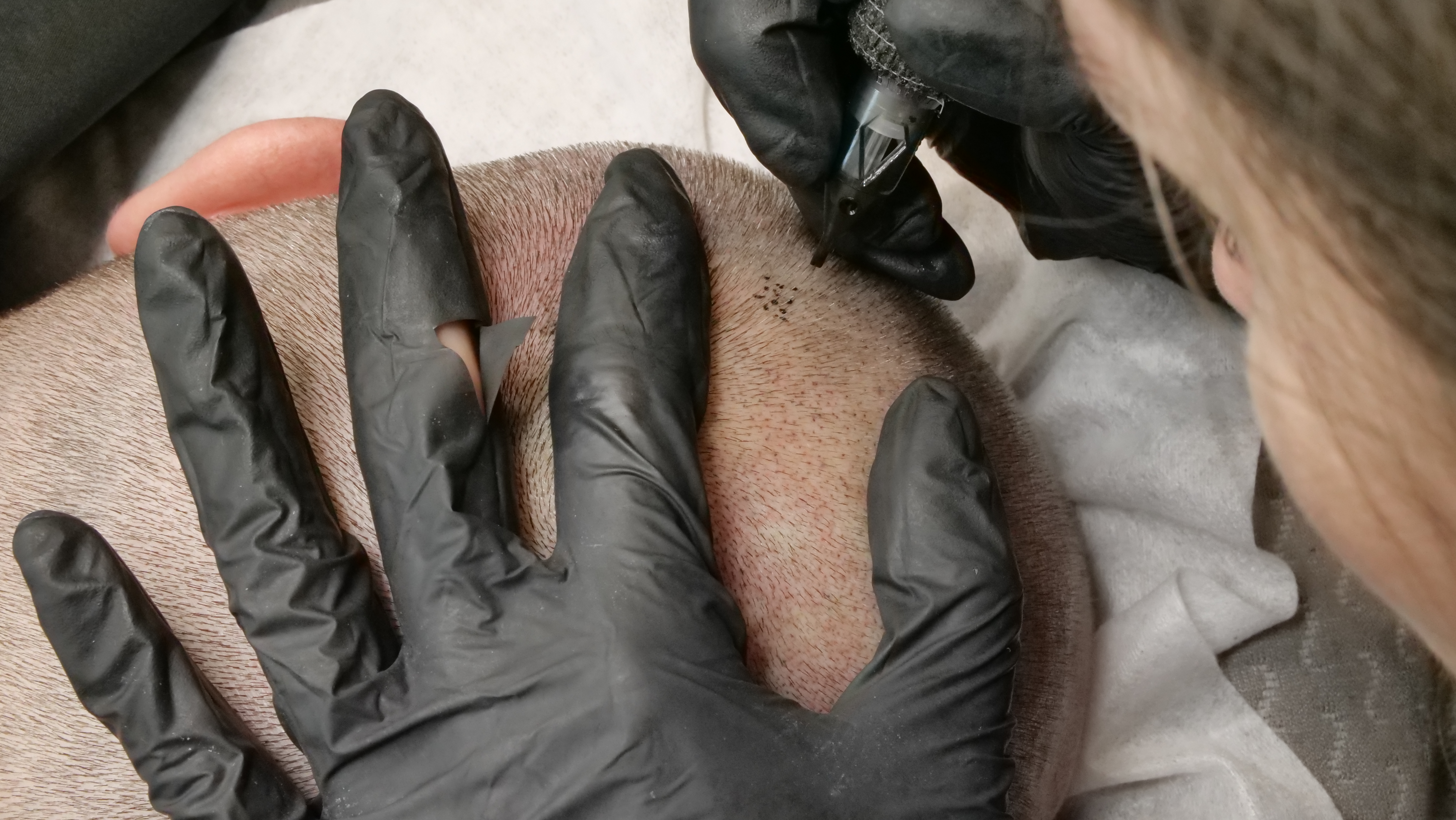
Mikropigmentace Hlavy (SMP)

Mikropigmentace hlavy (Scalp Micropigmentation; SMP) patří do skupiny semipermanentního make-upu, který umožňuje bezvlasým lidem nabýt pocitu na krátko oholené hlavy. Umělci toho dosahují pomocí tetovacího stroje, kterým nanáší pigment (barvu) mikrovpichy a vytváří tím na místě, kde nerostou vlasy, vrstvu podobné té, kde vlasy stále rostou. Cílem umělecké mikropigmentační techniky je, aby obě vrstvy splynuly, a pro vnějšího pozorovatele bylo zcela nemožné odlišit přechod mezi pokožkou s vlasy a pigmentem. Techniku vyhledávají jak muži, kterým výrazně ustoupila vlasová linie, tak i ženy, které mikropigmentaci hlavy používají k doplnění sytějšího vzhledu mezi vlasy. Technika SMP se těší oblibě mezi lidmi v pokročilém stádiu vypadávání vlasů, protože procedura je založena na mechanickém nanášení barvy pod pokožku, tím pádem je výsledek vždy vidět. Mikropigmentace může být řešením pro pacientky, kterým se po opakovaných léčbách chemoterapií zhoršila kvalita vlasů nebo osoby trpící alopecií či jinou dědičnou chorobou. Umělecká technika má v zahušťování své limity. V případě, že osoba nemá dostatek vlasové pokrývky a nelze docílit přirozeného vzhledu, tak se podstoupení SMP nedoporučuje. 

## Historie
Umělecká technika původem z Anglie se brzy ujala v USA. Estetická mikropigmentace poté přišla do USA v 20.–30. letech 20. století, kdy umělečtí tatéři prováděli různé kosmetické úpravy pomocí pigmentu. Přelom a nástup současné techniky SMP přišel až v 90. letech na Klinice pro transplantaci vlasů v Sacramentu ve Spojených státech amerických. Doktorovi Alvaru C. Tranquinovi se podařilo po 7 letech testování na 62 pacientech vyvinout tzv. dermatologickou mikropigmentaci hlavy. Primárně ji vyvinuli v USA kvůli zakrývání bezvlasých míst, kde se neujala transplantace vlasů. Pigmentovaná vrstva ale tehdy byla znatelně rozeznatelná oproti povrchu, kde vlasy rostly. Dodnes je mikropigmentace v medicíně vnímána jako sekundární služba, která umožňuje pacientům po transplantaci vlasů opticky dotáhnout jejich vzhled k dokonalosti  Do Čech se dostala teprve až v druhé polovině 90. letech. Mnohem více se ale technika uchytila v USA, Anglii a Asii, kde se vyvinula v samotnou disciplínu. 

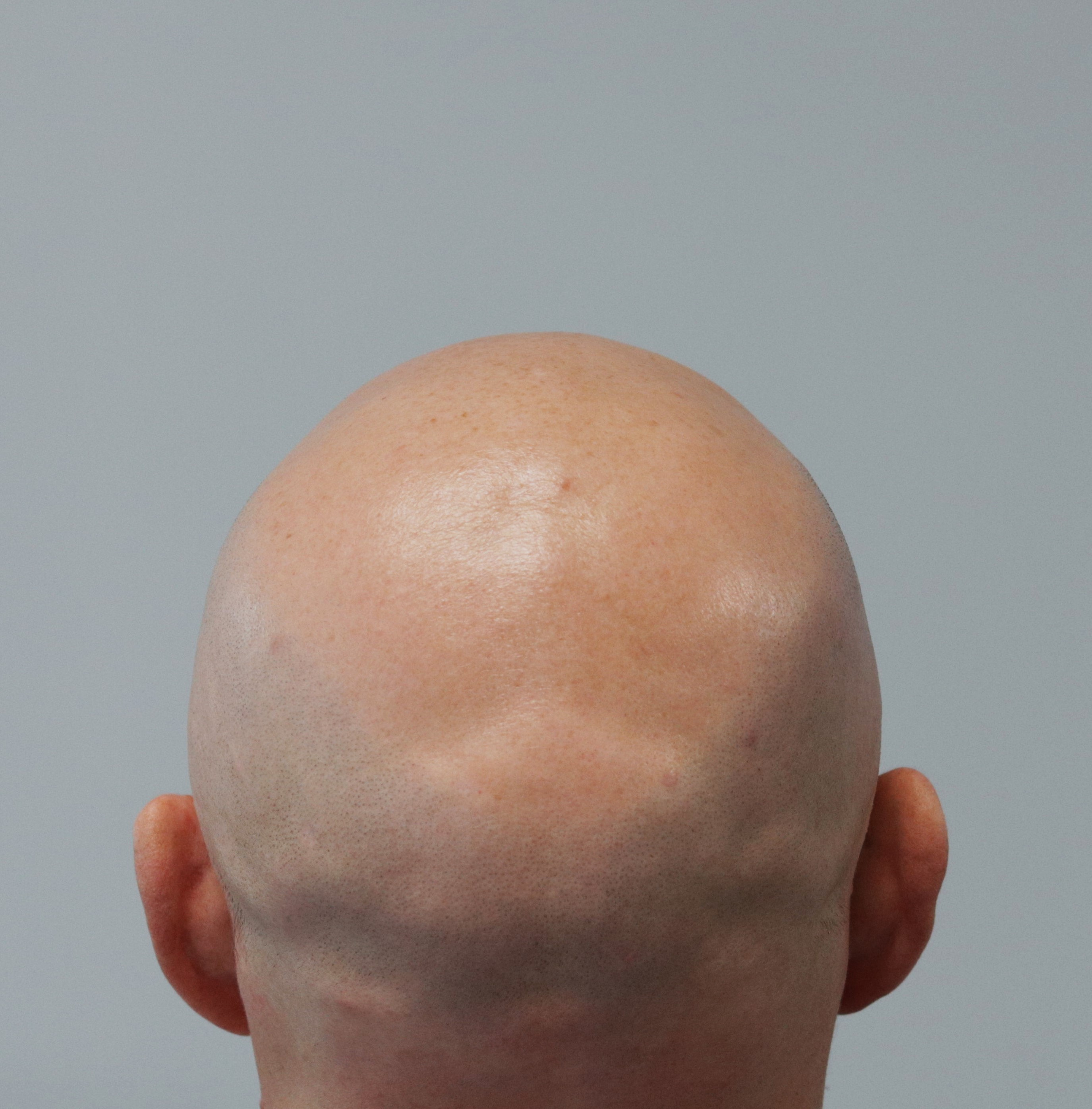
Před procedurou mikropigmentace

## Rozdíl mezi mikropigmenatací a tetováním

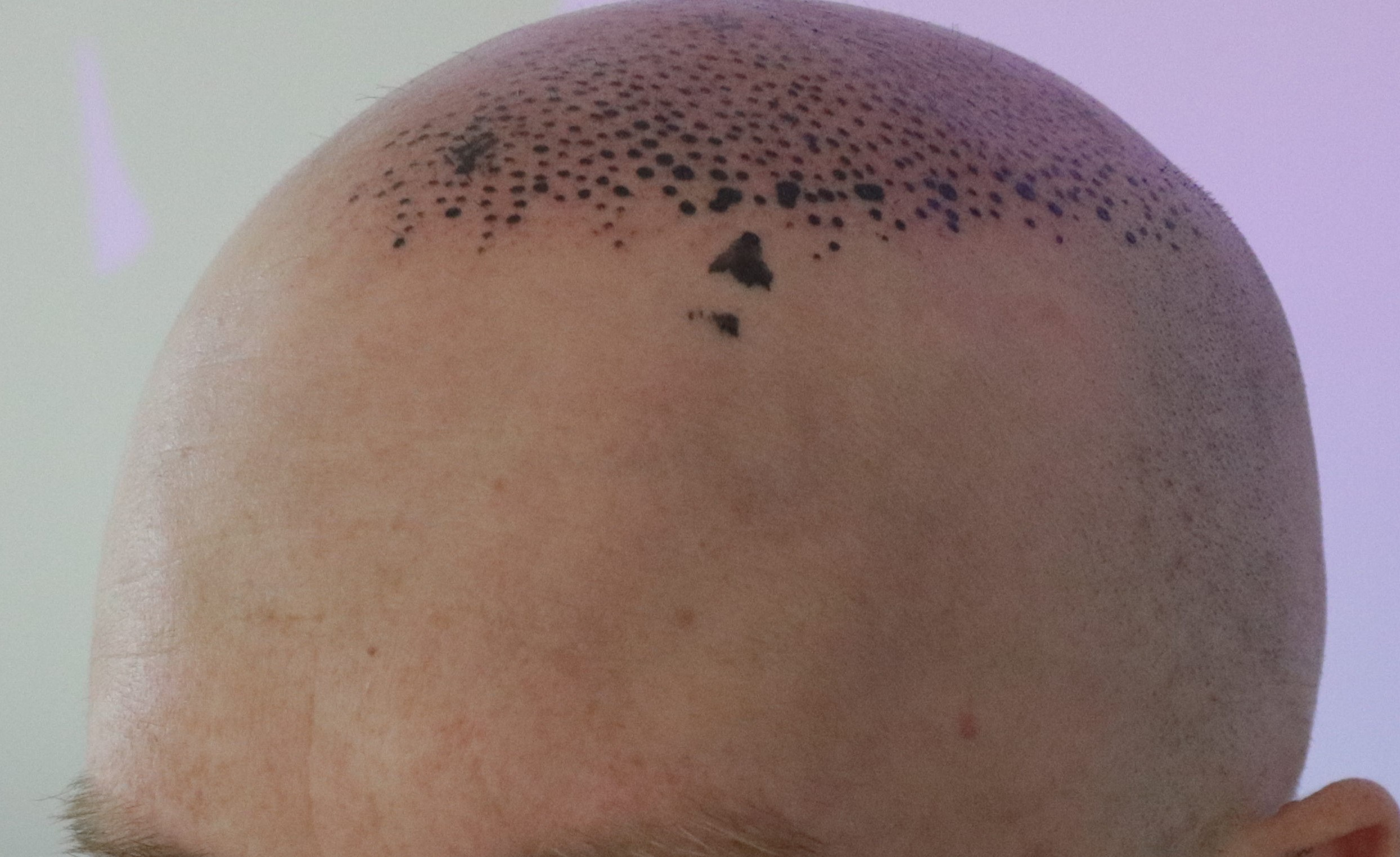
Proces mikropigmentace

Lidé mylně mikropigmentaci přirovnávají k tetování. Jedná se o dvě zcela odlišné techniky, které primárně odlišuje zejména záměr a způsob, kterým se nanáší pigment pod kůži. Certifikovaní umělci SMP musí vždy znát postup a metodu, kterou se dá docílit představy na krátko oholené hlavy. Tetování těla má za cíl vytvořit jasný obraz na kůži na základě preferencí klienta. Dosažení vizuálně jasně zřetelného a dlouhotrvajícího obrazu je primárním cílem tetování těla, takže pigment je do kůže vpravován tak, aby vznikly zjevné linie nebo stíny. Zatímco tetování by mělo okolí zaznamenat na první pohled, tak mikropigmentační vrstva by měla pouze splynout a stát se integrální součástí těla. Mikropigmentovaná vrstva proto musí být zpozorovatelná do takové míry, kdy plní svou funkci, ale neodlišuje se svým odstínem od místa, kde rostou vlasy.

## Úloha mikropigmentace

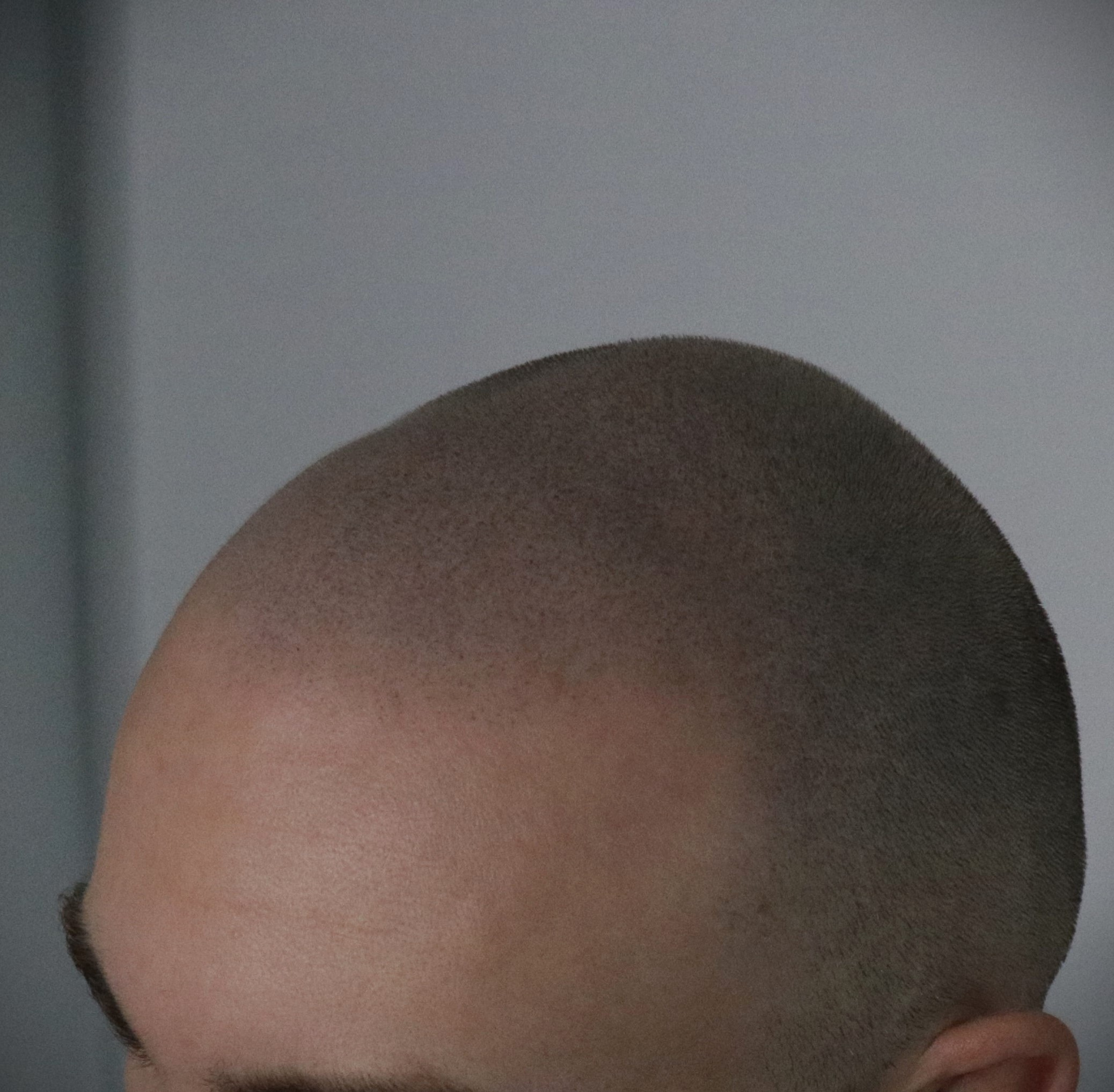
Splynutí vrstvy, kde rostou vlasy a pigmentované vrstvy = hotové SMP

Cílem mikropigmentace je pouze napodobit přirozený vzhled u mužů i žen. Umělec SMP imituje vždy pokožku, kde rostou vlasy, aby po oholení hlavy došlo zcela ke splynutí obou vrstev. K SMP je důležité přistupovat jemně, aby se zabránilo nepřirozenému vzhledu, který by upozornil na pigmentaci. Ideální výsledek SMP hladce splývá s lidskou hlavou. Studia jsou schopna provádět i tzv. zahušťování. MIkropigmentace se provádí na místě, kde rostou vlasy. Tuto službu vyhledávají muži i ženy, kteří mají dostatek vlasů. Rozdíl mezi mikropigmentačními institucemi se vždy liší především v estetickém citu, druhu pigmentu a aplikovanou technikou.

## Životnost pigmentované vrstvy
Životnost nanesné mikropigmentační vrstvy se liší dle kvality pigmentu a znalosti teorie dermatologické mikropigmenatce. Jelikož se u ní porušuje integrita kůže, tak je životnost SMP semi-permanentní. Podobně jako tetování zůstává už pod kůží v podstatě navždy. U SMP i u tetování dochází k lehkému vyšisování sytosti barev za předpokladu, že je hlava nadměrně vystavována slunci. Z tohoto důvodu lidé, mající SMP, v průběhu pěti let od vytvoření designu na hlavě dochází na doporučené korekce. Cena procedury se liší dle Nordwoodovy stupnice, která slouží jako orientační nástroj k určení ceny. Cena za proceduru u osob, jenž se nachází v pokročilém stádiu vypadávání vlasů, se pohybuje obvykle mezi 30 000 až 50 000,- Kč 